# Gabro

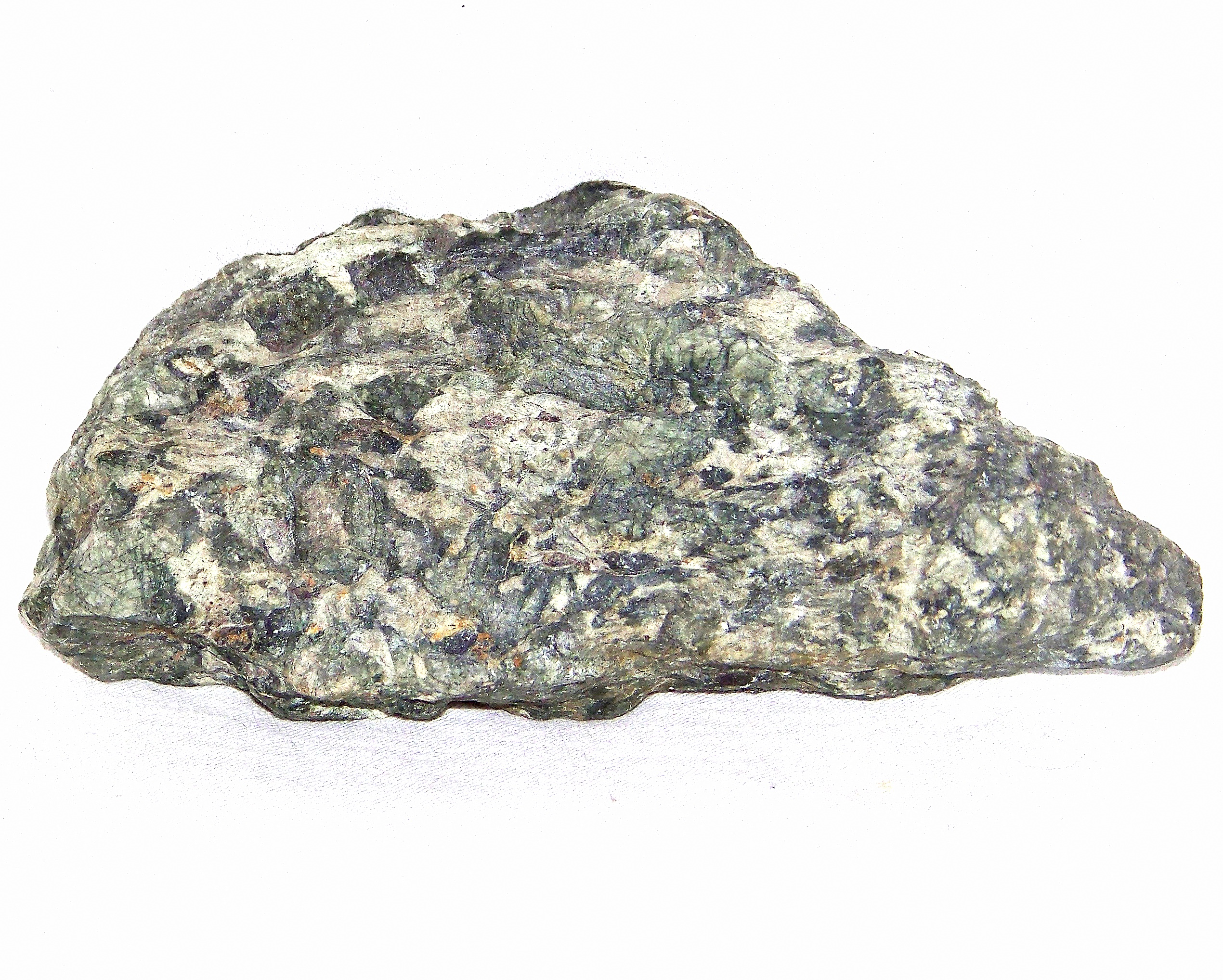
Gabro

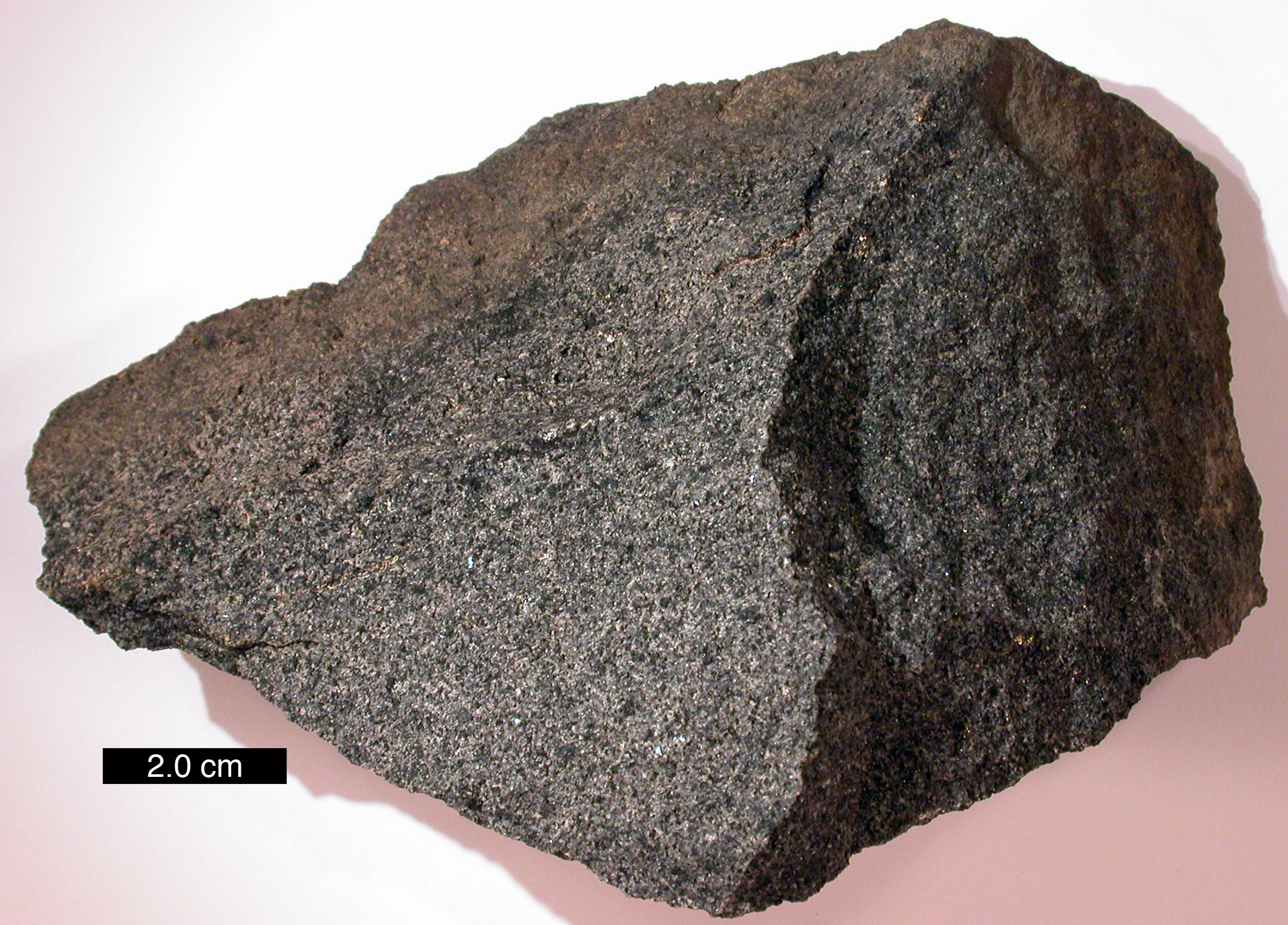
Gabro

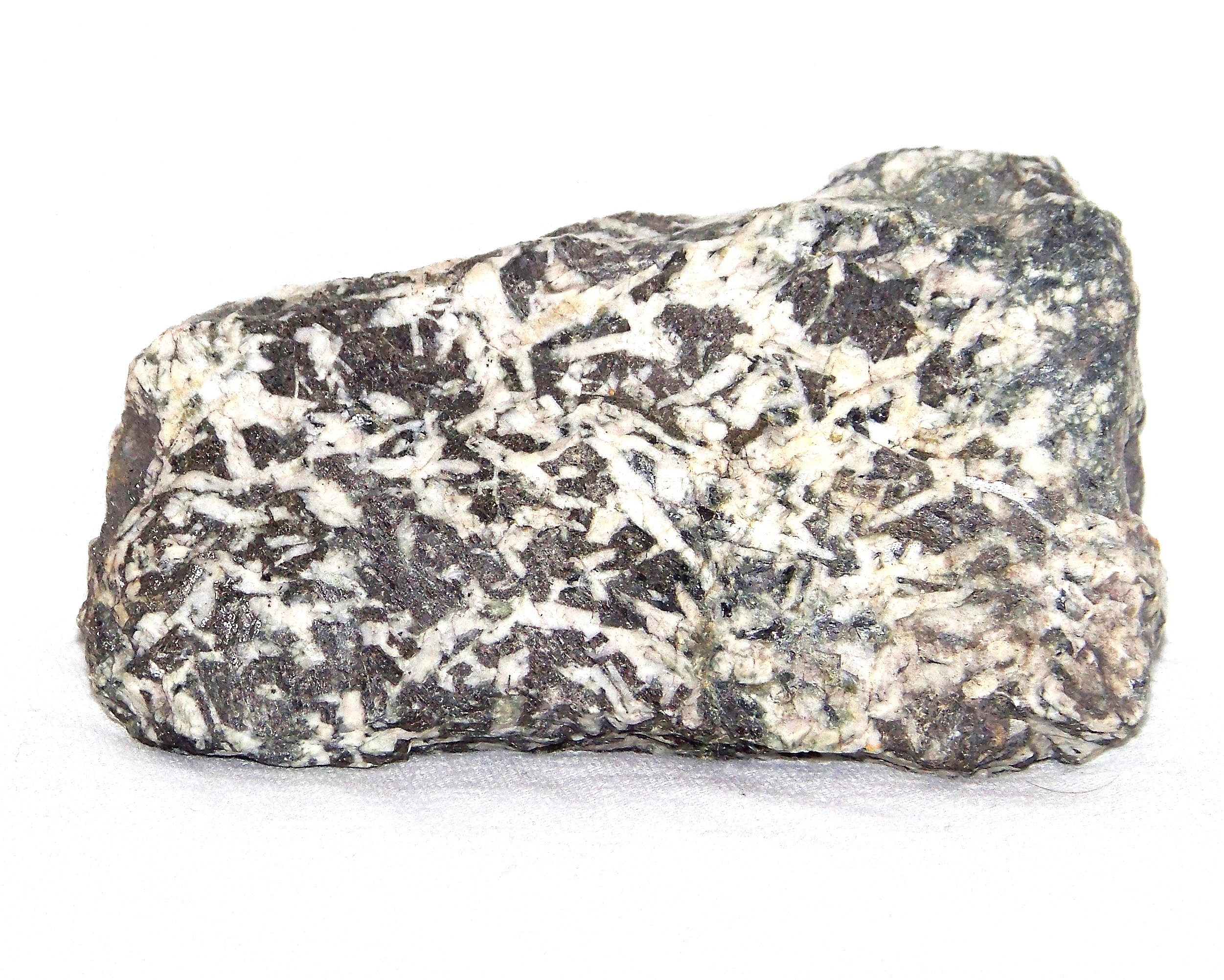
Gabro, budowa ofitowa

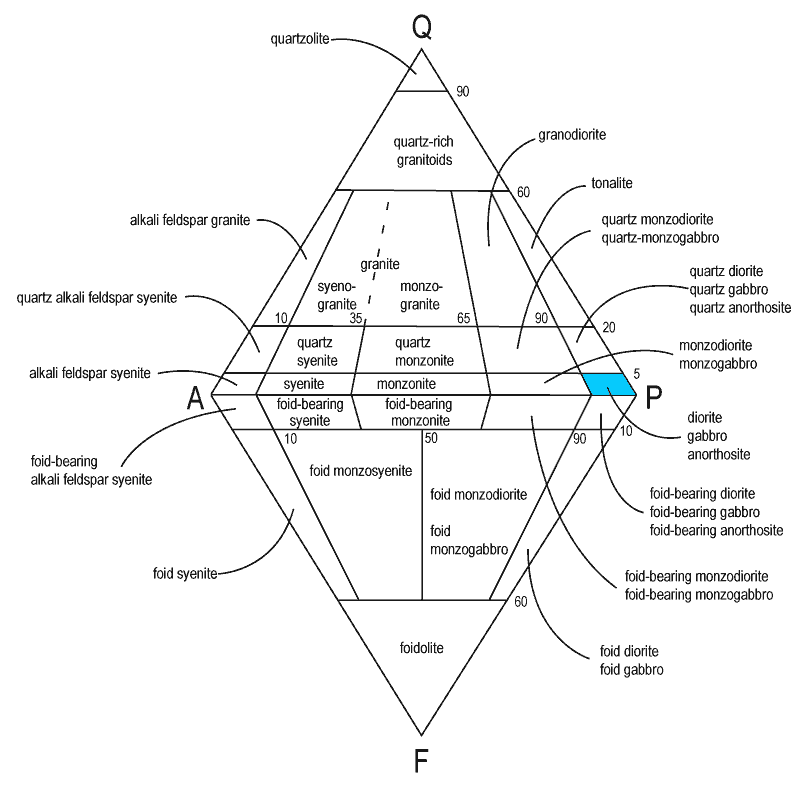
Diagram QAPF z zaznaczonymi gabroidami w klasyfikacji skał magmowych

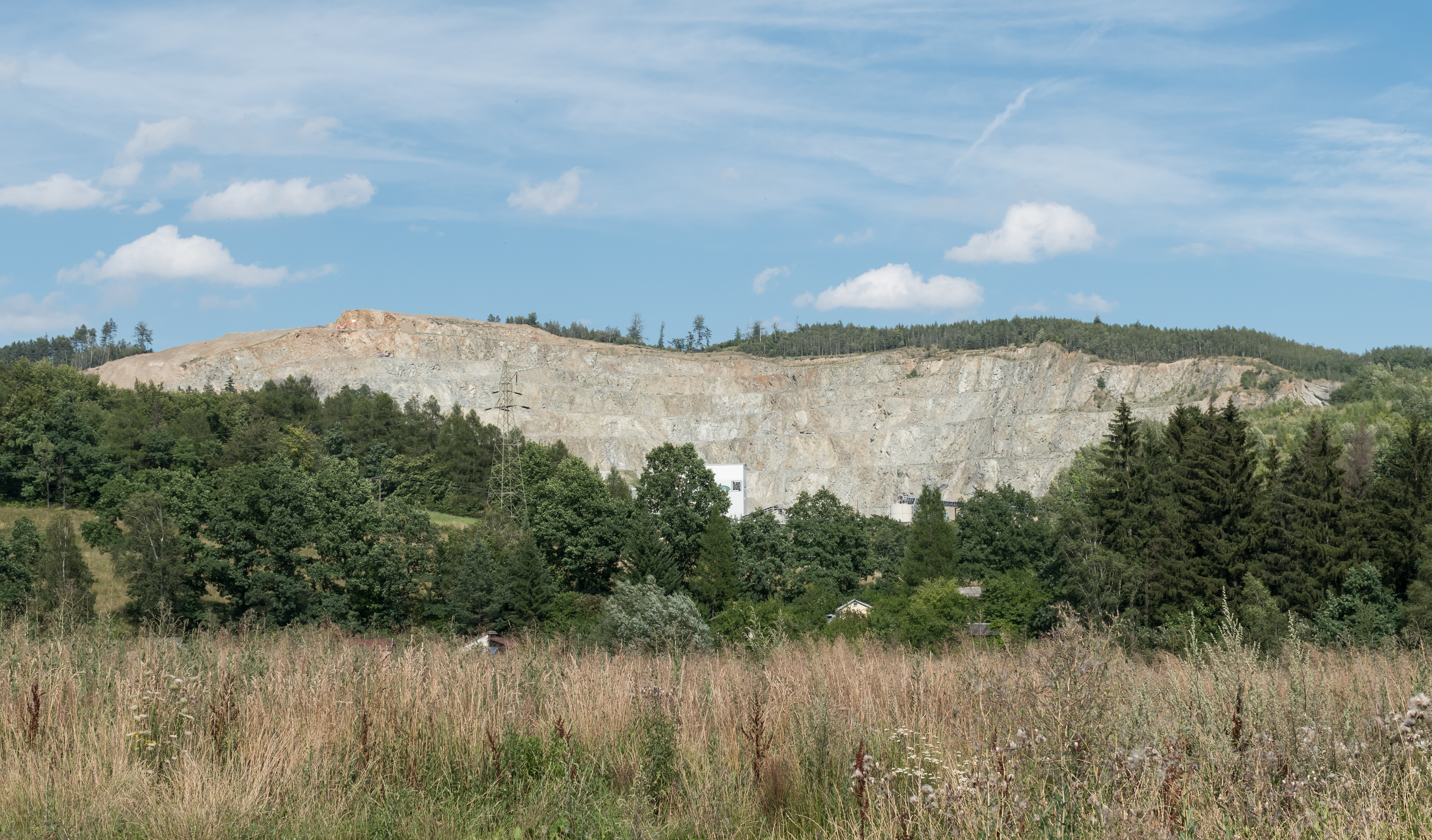
Kamieniołom gabra w Dzikowcu koło Nowej Rudy

Gabro – zasadowa skała głębinowa, średnio lub gruboziarnista. Należy do grupy diorytoidów i gabroidów. Zawiera >90% plagioklazów w stosunku do skaleni potasowych (do 10%), do 5% kwarcu, 25–60% minerałów ciemnych. Na diagramie klasyfikacyjnym QAPF gabro zajmuje wraz z diorytem pole 10.
Gabro od diorytu różni się następującymi cechami:
- Plagioklazy gabra zawierają >50% cząstki anortytowej (labrador, bytownit, anortyt), natomiast diorytu <50% cząstki anortytowej;
- Gabro zawiera >30% minerałów ciemnych, a dioryt mniej;
- W gabrze wśród minerałów ciemnych dominują pirokseny, a w diorycie – amfibole;
- W gabrze mogą występować oliwiny, natomiast w diorycie raczej nie.

Nazwa pochodzi prawdopodobnie od włoskiego miasta Gabbro (L. von Buch, 1810 r.)

## Skład mineralny
Labrador, bytownit, pirokseny (augit, diopsyd, hipersten), ortoklaz, mikroklin, kwarc, amfibole, oliwiny, biotyt, skaleniowce (gabro foidonośne, gabro foidowe - bez kwarcu). Minerały akcesoryczne: ilmenit, magnetyt, tytanit, rutyl, apatyt, granat, korund.

## Cechy zewnętrzne
Barwa szarozielona, zielona, zielonoczarna, czarna. Przełam nierówny, ziarnisty.

## Budowa wewnętrzna
Jawnokrystaliczna, równo-różnokrystaliczna, drobno-, średnio-, grubokrystaliczna, bezładna, rzadko kierunkowa, zbita.

## Powstawanie
W wyniku krystalizacji magmy; w ofiolitowych kompleksach dna oceanicznego (charakterystyczna trójdzielna budowa: w dolnej części zasadowe i ultrazasadowe skały magmowe, w środkowej gabroidy, lawy poduszkowe – bazalty, i w górnej krzemionkowe, ilaste i węglanowe skały osadowe).

## Występowanie

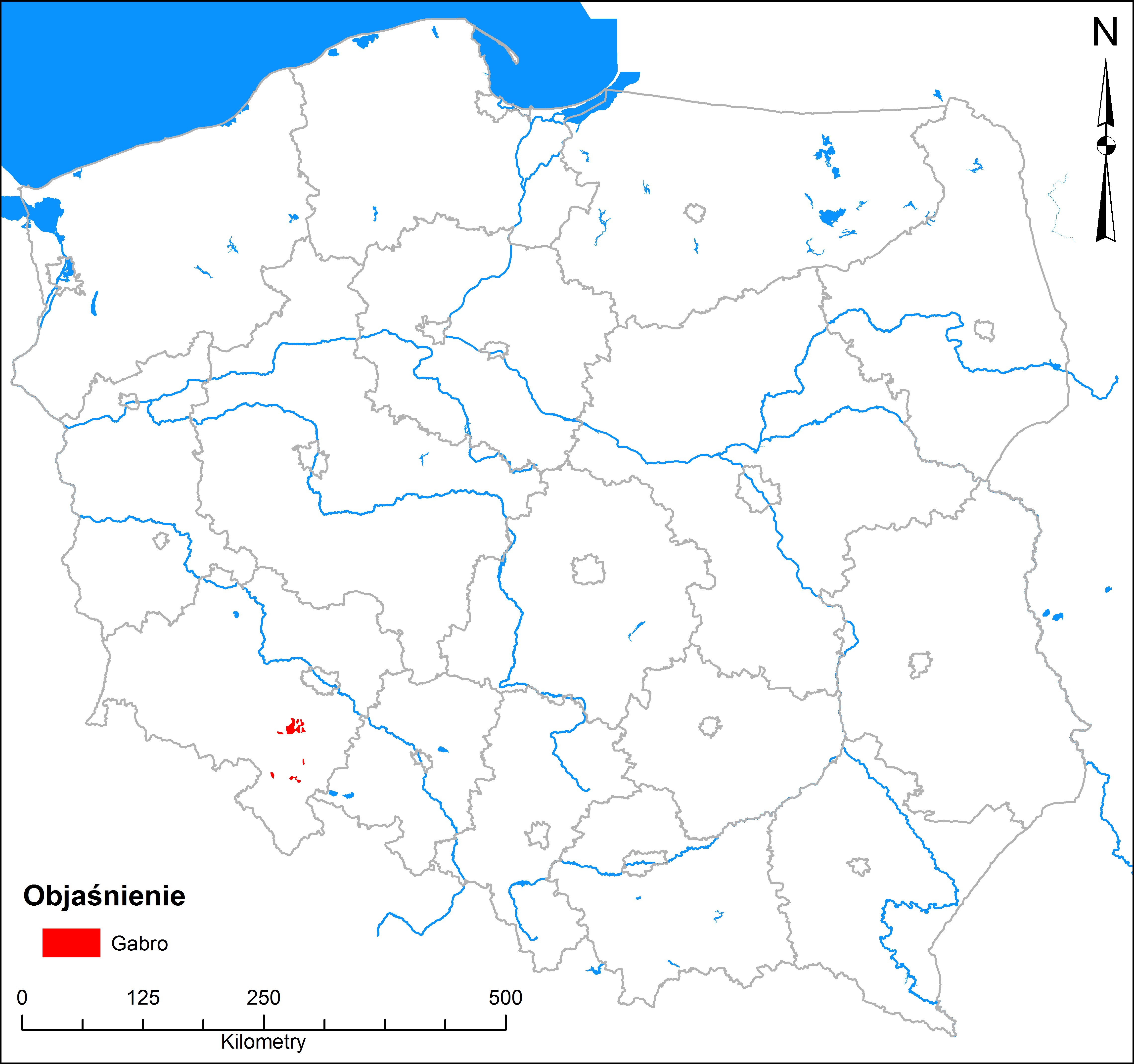
Złoża gabra w Polsce

Gabra występują masowo w obrębie ziemskiej skorupy oceanicznej (pod bazaltoidami), stanowiąc tam składnik kompleksów ofiolitowych. Tworzą też niewielkie intruzje o charakterze pni magmowych, dajek i silli. Występuje w dużej ilości na Księżycu.
W świecie: USA (Montana, Kalifornia), Kanada (Ontario), Wielka Brytania (Szkocja, Walia), Niemcy (Góry Harz), Włochy (Liguria), Cypr, Turcja, Grecja, Norwegia oraz Polska.
W Polsce: dolnośląskie masywy gabrowe: masyw Ślęży k. Sobótki, masyw Nowej Rudy, masyw Grochowej-Braszowic; w krystalicznym podłożu Wyżyny Krakowsko-Częstochowskiej (stwierdzone wierceniami); w krystalicznym podłożu Suwalszczyzny i Mazur (stwierdzone wierceniami).

## Zastosowanie
- źródło pozyskiwania miedzi, niklu, chromu, platyny, żelaza i tytanu
- w budownictwie jako materiał okładzinowy
- jako kruszywo drogowe
- do produkcji nagrobków

Gabra są eksploatowane m.in. ze względu na przesłanki o występowaniu złóż niklu. Nikiel, platyna i kilka innych metali występują tylko w obrębie skał ultramaficznych i maficznych.